# Municipio de Reeder (Dakota del Norte)
El municipio de Reeder (en inglés: Reeder Township) es un municipio ubicado en el condado de Adams en el estado estadounidense de Dakota del Norte. En el año 2010 tenía una población de 39 habitantes y una densidad poblacional de 0,43 personas por km².

## Geografía
El municipio de Reeder se encuentra ubicado en las coordenadas 46°4′34″N 102°55′46″O / 46.07611, -102.92944. Según la Oficina del Censo de los Estados Unidos, el municipio tiene una superficie total de 91.24 km², de la cual 90,82 km² corresponden a tierra firme y (0,46 %) 0,42 km² es agua.

## Demografía
Según el censo de 2010, había 39 personas residiendo en el municipio de Reeder. La densidad de población era de 0,43 hab./km². De los 39 habitantes, el municipio de Reeder estaba compuesto por el 97,44 % blancos, el 2,56 % eran de otras razas. Del total de la población el 2,56 % eran hispanos o latinos de cualquier raza.